# Индивидуальные олимпийские атлеты на летних Олимпийских играх 2000
Четверо спортсменов из Восточного Тимора участвовали как индивидуальные олимпийские атлеты (IOA) на летних Олимпийских играх 2000 года в Сиднее, Австралия. Данное обстоятельство было вызвано отсутствием Национального олимпийского комитета Восточного Тимора, который был образован только в 2003 году.

## Результаты спортсменов
| Вид спорта      | Дисциплина          | Спортсмен        | Результат                               |
| --------------- | ------------------- | ---------------- | --------------------------------------- |
| Лёгкая атлетика | Марафон (мужчины)   | Калишту да Кошта | 2 часа 33 минуты 11 секунд (71-й место) |
| Лёгкая атлетика | Марафон (женщины)   | Агуида Амарал    | 3 часа 10 минут 55 секунд (43 место)    |
| Бокс            | Мужчины, лёгкий вес | Виктор Рамуш     | 1-й раунд — проиграл Раймонду Нару      |

### Тяжёлая атлетика
Спортсменов — 1
В рамках соревнований по тяжёлой атлетике проводятся два упражнения — рывок и толчок. В каждом из упражнений спортсмену даётся 3 попытки, в которых он может заказать любой вес, кратный 2,5 кг. Победитель определяется по сумме двух упражнений.
Мужчины
| Спортсмен          | Категория | Вес   | Рывок | Рывок | Рывок | Толчок | Толчок | Толчок | Всего | Место |
| Спортсмен          | Категория | Вес   | 1     | 2     | 3     | 1      | 2      | 3      | Всего | Место |
| ------------------ | --------- | ----- | ----- | ----- | ----- | ------ | ------ | ------ | ----- | ----- |
| Мартинью де Араужу | до 56 кг  | 55,54 | 65,0  | 65,0  | 67,5  | 85,0   | 90,0   | 95,0   | 157,5 | 20    |